# Lorenzo Gibelli
Lorenzo Maria Petronio Gibelli, také znám jako Gibellone, (24. listopadu 1718 Bologna – 5. listopadu 1812 tamtéž) byl italský hudební skladatel, zpěvák a hudební pedagog.

## Život
Narodil se v Bologni a hudbu studoval u Giovanni Battisty Martiniho. Do prestižní Flharmonické akademie (Accademia Filarmonica di Bologna) byl zvolen již v roce 1741. V roce 1753 se pak stal jejím "Principe".
Pracoval jako maestro di cappella v kostele Nejsvětějšího Spasitele (Chiesa del Santissimo Salvatore) a několika dalších kostelech v Bologni. Jako zpěvák proslul širokým hlasovým rozsahem od basu až po nižší tenorové polohy. Proslavil se však více jako pěvecký pedagog. Mezi jeho žáky byli významní pěvci té doby, kastráti Girolamo Crescentini a Francesco Roncaglia a tenor Matteo Babbini. Působil také jako cembalista v Teatro comunale.
Jeho skladatelské dílo zahrnuje pět oper, pět oratorií a více než 460 chrámových skladeb.

## Dílo

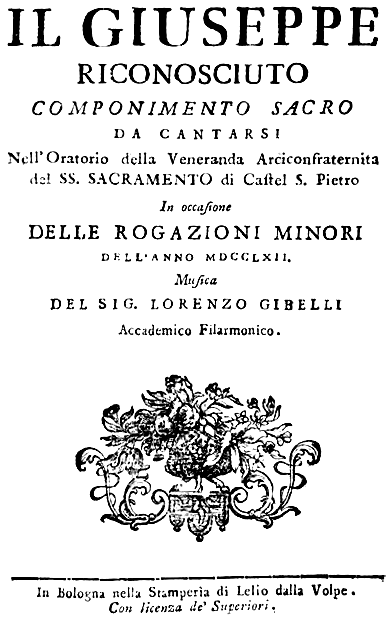
Titulní strana libreta opery Il Giuseppe riconosciuto.

### Opery
- Diomeda (pasticcio, 1741, Bologna)
- Gli sponsali di Enea (pasticcio, 1744, Bologna)
- Evergete (1748, Benátky)
- Demetrio (libretto di Pietro Metastasio, 1751, Alessandria)
- Il filosofo Anselmo e Lesbina (intermezzo)

### Oratoria
- Davide in Terebinto (1744)
- Gionata figliuol di Saule (1752)
- Il Giuseppe riconosciuto (1762)
- La Passione del Signore (1763)
- La passione e morte di Gesù Cristo (1785)

### Jiná díla
- Cantata per 2 voci (text G. Montanari, 1761)
- Messa per 4 voci e strumenti
- 2 Kyrie e Gloria per 4 voci e strumenti
- 2 Credo per 4 voci e strumenti
- 2 Confitebor per 2-3 voci e strumenti
- Domine ad adjuvandum per 4 voci e strumenti
- Laudate pueri per 3 voci e strumenti
- Regina coeli per 4 voci
- Solfeggi per basso e tenore